# Про бегемота, который боялся прививок
«Про бегемота, который боялся прививок» — советский рисованный мультипликационный фильм 1966 года, снятый по сказкам писателей Милоша Мацоурека и Владимира Сутеева.
Советский короткометражный рисованный мультипликационный фильм, созданный в 1966 году режиссёром Леонидом Амальриком на киностудии «Союзмультфильм».
Одна из лучших постановок режиссёра-мультипликатора Леонида Амальрика.

## Сюжет
На пляже купались, отдыхали и веселились звери. Неожиданно отдых был прерван срочным сообщением на повешенном плакате: «Всем нужно от слона до мухи прививки сделать от желтухи!». Впрочем, все звери, прочитав сообщение, как ни в чём не бывало, снова стали отдыхать, танцевать и загорать, и только Бегемот, забеспокоившись, стал всех спрашивать, насколько это страшно и больно — сделать прививку.
Бегемоту попытался помочь и успокоить его мудрый друг Марабу, рассказав, насколько это важное и в то же время пустячное дело. Но, получив повестку о явке на прививку, Бегемот только сильнее испугался и упал в обморок. Марабу быстро привёл его в чувство и успокоил, сказав, что будет рядом с ним. Только после этого Бегемот отправился на прививку.
Однако в больнице страх берёт своё, и Бегемот всячески пытается избежать процедуры. Кое-как, с помощью остальных зверей, пришедших на прививку, и повторно заручившись поддержкой Марабу, Бегемот всё-таки заходит к врачу, в процедурный кабинет, но, то потея, то белея от испуга, улучил момент, когда врач и Марабу отвлеклись разговором, и убежал из поликлиники, соврав остальным, что прививку уже сделал.
На следующий день Марабу, придя в гости к Бегемоту, с ужасом обнаруживает своего друга абсолютно жёлтым… Марабу тут же звонит врачу, однако тот считает, что всё это очередной фокус Бегемота. Лишь узнав истинную причину, он понимает, что Бегемот заболел желтухой, так как не сделал прививку, и высылает «Скорую помощь».
Так Бегемот попадает на больничную койку, где мучается и страдает от лечебных процедур и скуки. Когда к нему приходят врач и Марабу, он просит последнего рассказать ему сказку и в процессе внезапно краснеет, так как Марабу рассказывает про него и ему становится очень стыдно за то, что он боялся прививок.

## Над фильмом работали

### Создатели
- Сценарий — Владимир Сутеев
- Режиссёр — Леонид Амальрик
- Художники-постановщики — Надежда Привалова, Татьяна Сазонова
- Композитор — Никита Богословский
- Оператор — Михаил Друян
- Звукооператор — Георгий Мартынюк
- Редактор — Зинаида Павлова
- Художники-мультипликаторы: Иван Давыдов, Рената Миренкова, Владимир Арбеков, Татьяна Таранович, Юрий Бутырин, Лидия Резцова, Елизавета Комова, Вадим Долгих, Виолетта Колесникова, Олег Сафронов
- Художники-декораторы: Вера Валерианова (в титрах как «В. Валерьянова»), Ольга Геммерлинг
- Ассистенты: Н. Наяшкова, Галина Андреева

## Роли озвучивали
| Актёр            | Роль                                                       |
| ---------------- | ---------------------------------------------------------- |
| Михаил Яншин     | Бегемот                                                    |
| Георгий Милляр   | Марабу                                                     |
| Григорий Шпигель | Доктор                                                     |
| Елена Понсова    | Тигрица / Кенгуру-почтальон / Страусиха / Заяц / Поросёнок |
| Георгий Вицин    | Волк / Крокодил / Жираф                                    |
| Леонид Пирогов   | Медведь                                                    |

## Интересный факт
- Спустя 14 лет после выхода мультфильма сцена госпитализации бегемота мартышками на носилках обыгрывалась в заставке к телевыпускам «Ну, погоди!», правда бегемот (если судить по его виду) уже не болел желтухой, а страдал от повышенной температуры, поскольку там его голова была перевязана, или же попросту симулировал, так как едва герои мультфильмов («Ну, погоди!», «Крокодил Гена и Чебурашка», «Метеор на ринге») пробегали мимо него, он тоже вскакивал с носилок и бежал вместе с ними к зданию телецентра.

## Награды
- 1967 — Приз Министерства просвещения Ирана на Втором международном фестивале детских фильмов в Тегеране.

## Издания
Мультфильм был выпущен на VHS в начале 1990-х годов и на DVD в 2000-х годах компанией «Крупный план» в мультсборнике «Самый большой друг».
При записи была использована цифровая реставрация изображения и звука: звук — русский Dolby Digital 5.1 Stereo; русский Dolby Digital 1.0 mono, изображение — Standart 4:3 (1,33:1), цвет — PAL.
- «В стране невыученных уроков», «Союзмультфильм», дистрибьютор: «Дивайс», мультфильмы на диске: «В стране невыученных уроков» (1969), «Про бегемота, который боялся прививок» (1966), «Ивашка из Дворца пионеров» (1981), «Шапка-невидимка» (1973), «Голубой щенок» (1976), «Дед Мороз и лето» (1969), «Подарок для самого слабого» (1978), «Как козлик землю держал» (1974), «Кораблик» (1956).